# Aleksiej Ponomariow (polityk)
Aleksiej Filippowicz Ponomariow (ros. Алексе́й Фили́ппович Пономарёв, ur. 21 sierpnia 1930 we wsi Krasnyj Oktiabr w obwodzie biełgorodzkim, zm. 18 stycznia 2002 w Biełgorodzie) – radziecki polityk, Bohater Pracy Socjalistycznej (1990).

## Życiorys
W 1954 ukończył Charkowski Instytut Mechanizacji i Elektryfikacji Gospodarki Rolnej, został kandydatem nauk rolniczych, później pracował w instytucjach rolniczych w obwodzie biełgorodzkim, od 1957 członek KPZR. Od sierpnia 1978 do lutego 1983 przewodniczący Komitetu Wykonawczego Biełgorodzkiej Rady Obwodowej, od 9 lutego 1983 do sierpnia 1991 I sekretarz Komitetu Obwodowego KPZR w Biełgorodzie, w latach 1990–1991 przewodniczący Biełgorodzkiej Rady Obwodowej. Między 1986 a 1991 członek KC KPZR. Deputowany do Rady Najwyższej ZSRR XI kadencji, deputowany ludowy ZSRR. Zginął w wypadku samochodowym.

## Odznaczenia
- Medal Sierp i Młot Bohatera Pracy Socjalistycznej (5 listopada 1990)
- Order Lenina (5 listopada 1990)
- Order Rewolucji Październikowej
- Order Czerwonego Sztandaru Pracy (trzykrotnie)

I medale.